# Polystichum fournieri
Polystichum fournieri är en träjonväxtart som beskrevs av Alan Reid Smith. Polystichum fournieri ingår i släktet Polystichum och familjen Dryopteridaceae. Inga underarter finns listade.